# Ekken Kaibara
Ekken Kaibara, oppure Ekiken Kaibara (貝原 益軒?, Kaibara Ekken; Fukuoka, 17 dicembre 1630 – Kyoto, 5 ottobre 1714), è stato uno scrittore, filosofo e botanico giapponese.

## Biografia

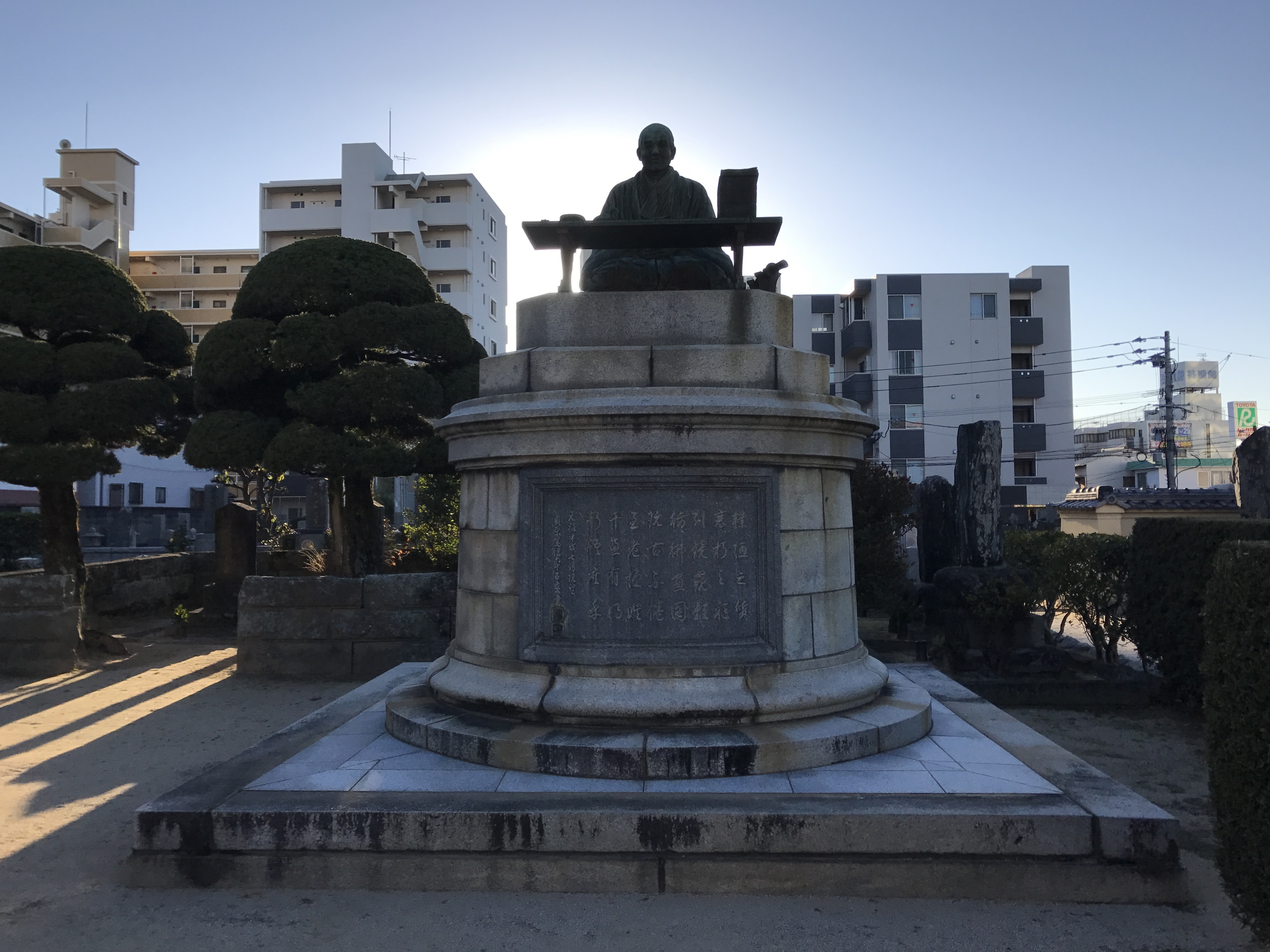
Scultura di Kaibara al Tempio Kinryuji (Fukuoka)

Figlio del medico Kaibara Kansai (貝原寛斎?, , 1597-1666) al servizio di un grande feudatario, Kaibara studiò medicina a Nagasaki e a Kyoto e questa fu anche la sua prima professione.
Successivamente si avvicinò alla filosofia e studiò soprattutto il neoconfucianesimo sviluppato e codificato da Zhu Xi (1130-1200).
I suoi insegnanti furono Yamazaki Ansai (1619-1682) e Kinoshita Junan (1621-1698).

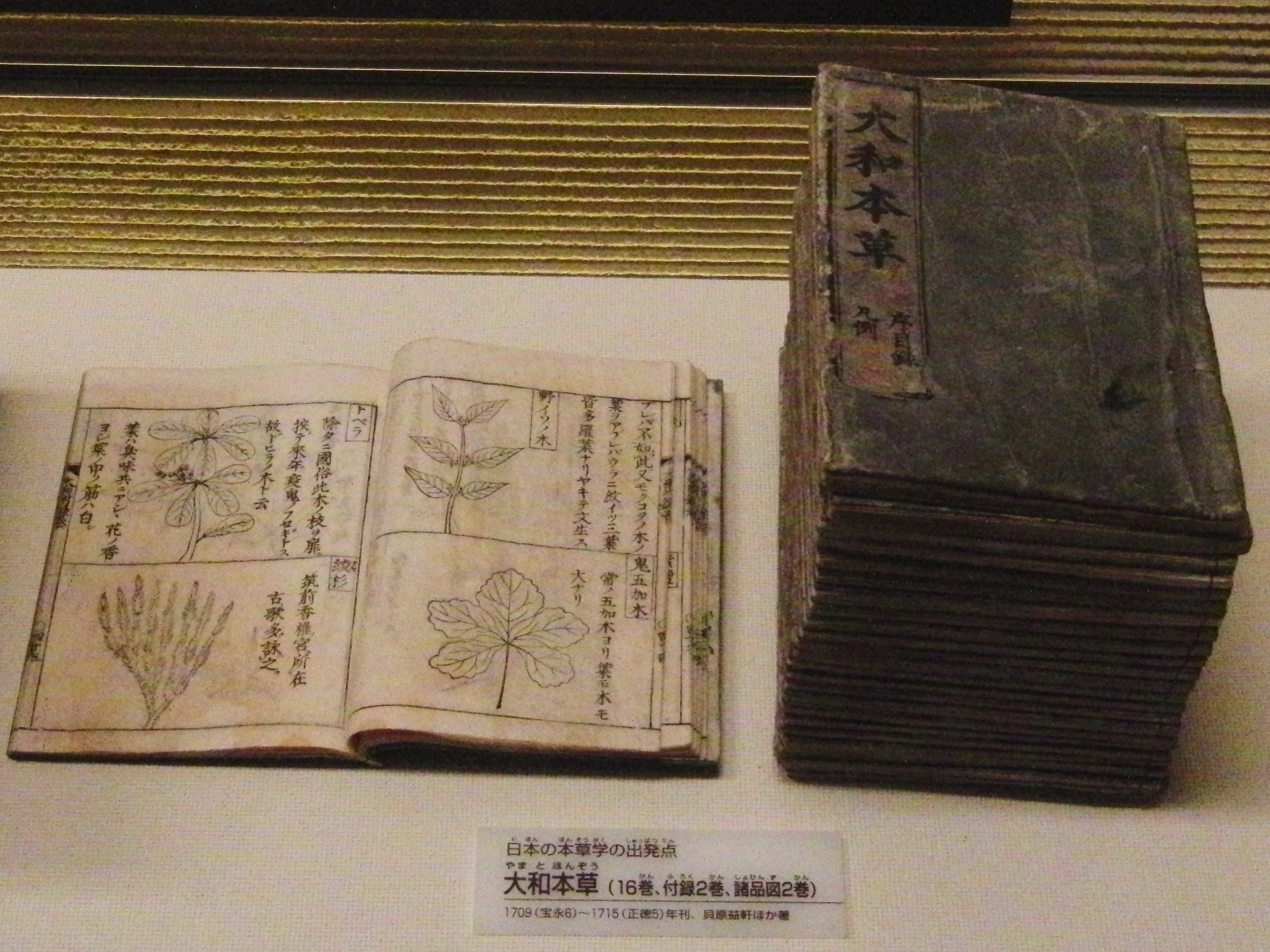
Erbe medicinali giapponesi (Ya mato Honzô), libro di botanica di Kaibara (1705)

Nel corso della sua esistenza, Kaibara risultò uno dei più importanti esponenti del movimento Kangakusha,che si prefiggeva di introdurre in Giappone la cultura cinese e il neoconfucianesimo.
Kaibara fu uno dei primi ad espandere l'applicazione dell'etica confuciana anche a categorie di persone come le donne, i bambini e le classi meno abbienti e applicò la moralità confuciana a tutti gli ambiti della vita quotidiana.

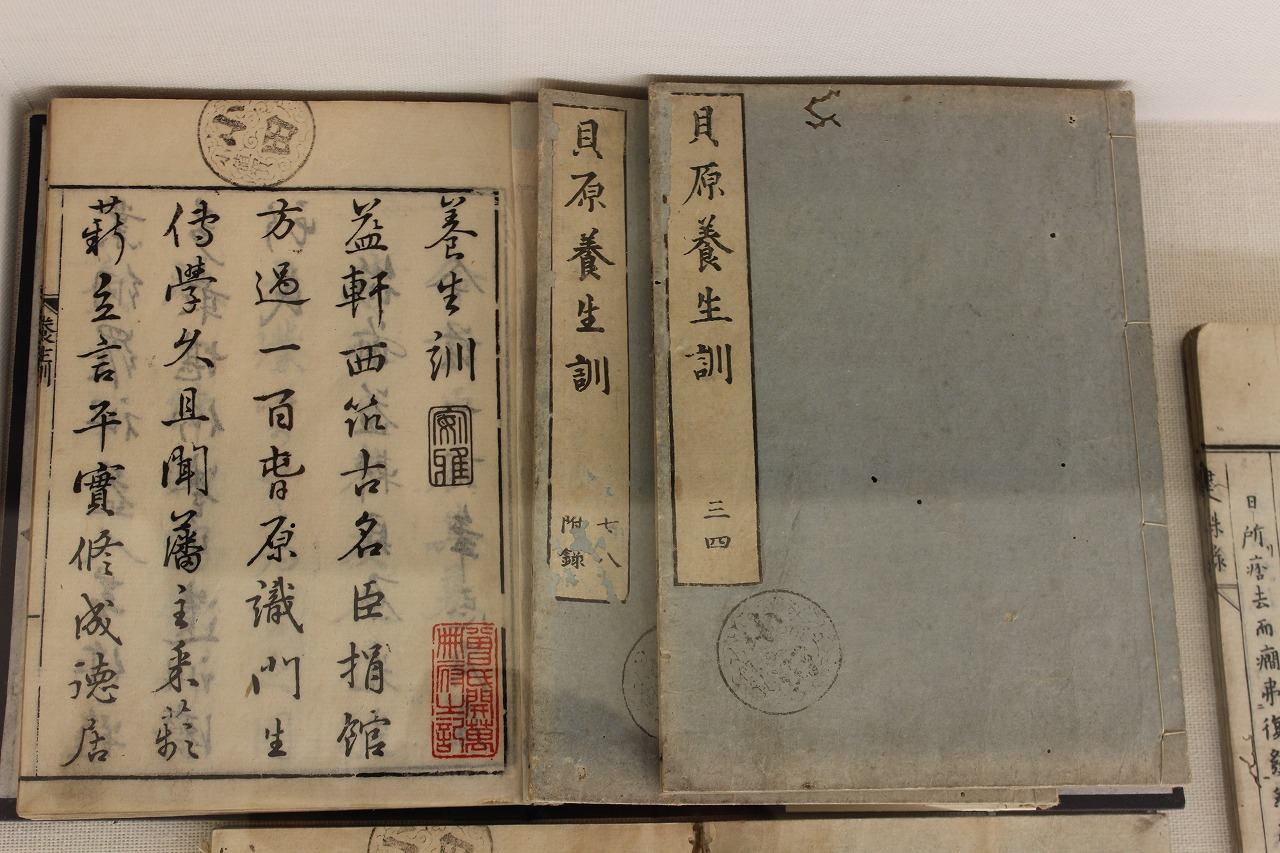
Il libro dei principi che nutrono la vita (Yōjōkun) di Kaibara, 1713

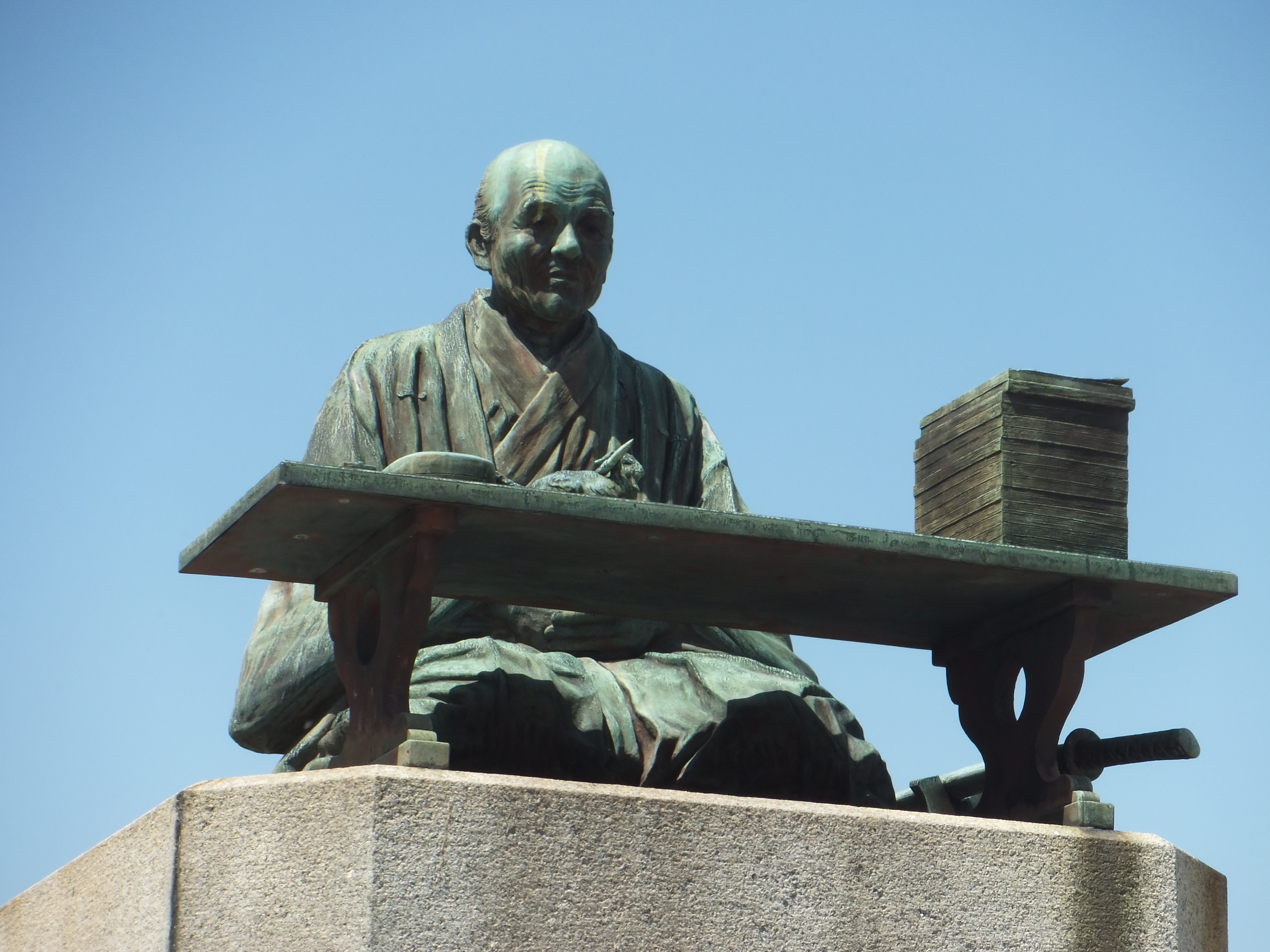
Monumento in bronzo di Ekken Kaibara presso la sua tomba nel Tempio Kinryuji (Fukuoka).

Negli ultimi anni di vita sviluppò una filosofia vicina al materialismo.
Kaibara lavorò come insegnante e si dedicò prevalentemente ai problemi di etica e di pedagogia e tra le sue opere didattiche, scritte tutte in giapponese,si ricordano La morale femminile (Onna Daigaku) e la Morale per i fanciulli (Dôjikun), che formarono numerose generazioni di giovani appartenenti alla classe dei nobili; queste opere si caratterizzarono per l'invito all'obbedienza gentile dei bambini verso i genitori e delle donne verso i genitori, il marito e i suoceri.
Nella prima opera, alle donne vengono richieste inoltre la castità, la misericordia, la tranquillità e di controllare e di limitare l'indocilità, il malcontento, la calunnia, la gelosia e la sciocchezza; in quella per i fanciulli Kaibara ha chiesto di accettare la giocosità dei bambini e ha sottolineato, tra l'altro, l'importanza degli studi matematici.
Nella sua vita privata Kaibara fu felicemente sposato con Tōken, studiosa poetessa e il loro rapporto fu improntato ad un'uguaglianza e ad un rispetto reciproco. Tōken collaborò con il marito nella stesura de La morale femminile.
Successivamente Kaibara pubblicò una Filosofia del piacere (Rakkun) e uno studio sull'igiene (Yôjikun).
Tra le sue numerose opere filosofiche si può menzionare la collana dei Dieci Insegnamenti (Jikkun), incentrata sulla filosofia morale applicata ai problemi educativi,
Il grande dubbio (Taigi roku), nel quale sostituisce alla concezione dualista di Zhu Xi della forza materiale e del principio immanente in tutte le cose, la presenza di una sola forza creativa: la forza materiale. Kaibara evidenziò una visione ottimistica dell'uomo e della natura, intrisa dall'amore cosmico del cielo e della terra che genera gli esseri umani in una religiosità benigna.
Alcuni antenati di Kaibara furono sacerdoti shintoisti nel santuario Kibitsu, e lui stesso studiò profondamente il Shintoismo e scrisse opere storiche sui santuari. Nella sua fondamentale opera Trattato sulla non divergenza di Shintoismo e confucianesimo (Shinju heikō aimotorazaru ron), Kaibara affermò l'esistenza di un principio comune del cielo e della terra in armonia tra il confucianesimo e il shintoismo, non prendendo in considerazione invece il Buddhismo.
Importanti furono le sue ricerche riguardanti la botanica, per le quali venne definito il padre della fitologia giapponese.
Nel 1705 diede alle stampe un'enciclopedia delle scienze naturali in sedici volumi intitolata Ya mato Honzô.
Kaibara si distinse anche nella letteratura di viaggio scrivendo numerose guide redatte durante i suoi viaggi.
Kaibara morì all'età di ottantaquattro anni. La sua tomba si trova al Tempio zen Kinryuji, nella parte occidentale del centro della città di Fukuoka.

## Opere
- Storia di Dazaifu Shrine (Dazaifu jinja engi);
- Dieci Insegnamenti (Jingikun);
- La morale femminile (Onna Daigaku);
- Trattato sulla non divergenza di Shintoismo e confucianesimo (Shinju heikō aimotorazaru ron);
- Erbe medicinali giapponesi (Yamato honzō), 1709;
- Erbe giapponesi (Yamato sōhon);
- Il libro dei principi che nutrono la vita (Yōjōkun), 1713.